# 泰武尔
泰武尔（Thevur），是印度泰米尔纳德邦Salem县的一个城镇。总人口8122（2001年）。

## 人口
该地2001年总人口8122人，其中男性4274人，女性3848人；0—6岁人口668人，其中男372人，女296人；识字率51.65%，其中男性为63.13%，女性为38.90%。